# 仙台市立八木山小学校

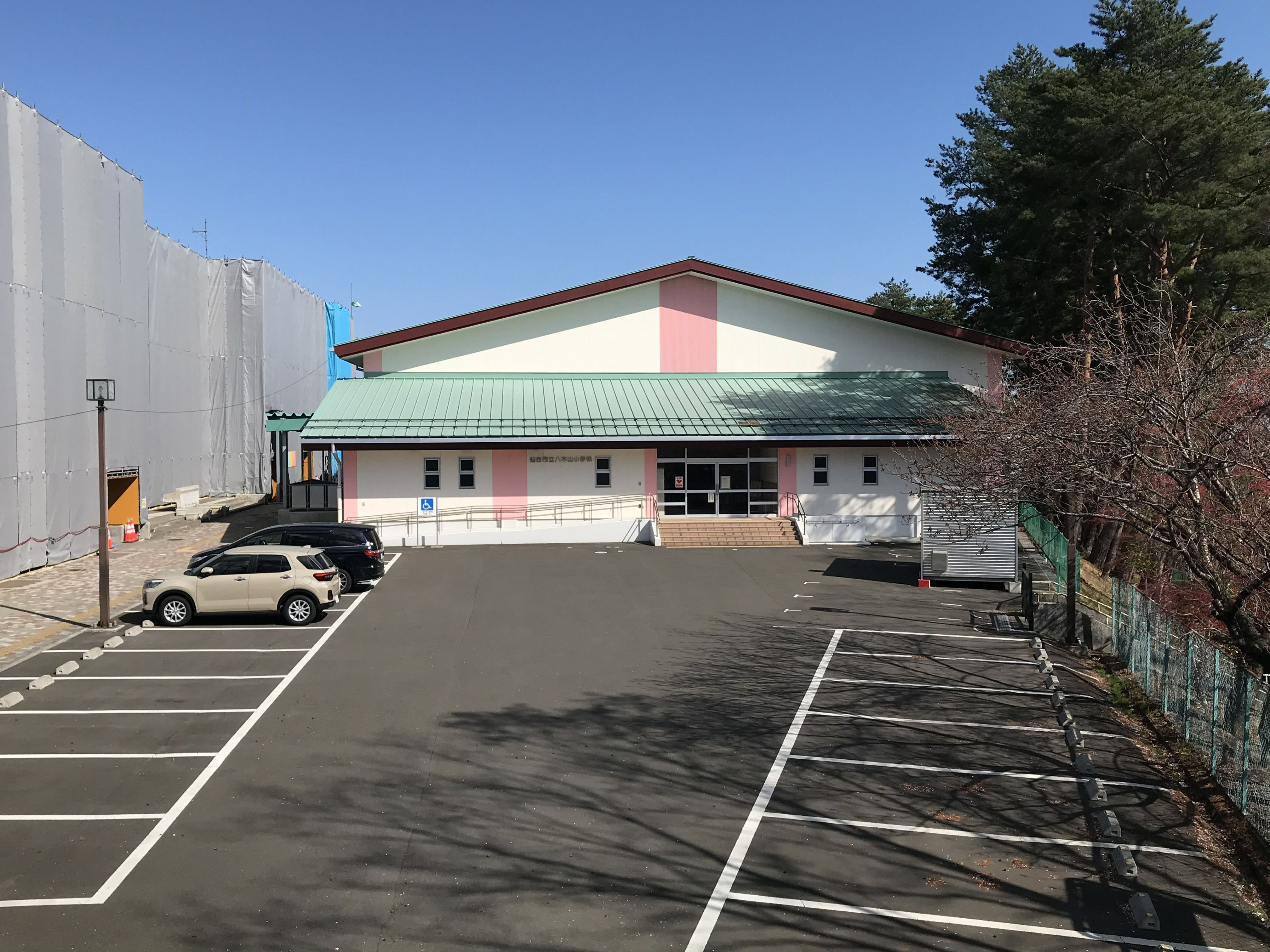
体育館

仙台市立八木山小学校（せんだいしりつ やぎやましょうがっこう）は、宮城県仙台市太白区にある公立小学校。

## 沿革
出典
- 1971年（昭和46年）4月8日 - 開校。
- 1972年（昭和47年）
  - 3月4日 - 校歌・校章制定。
  - 7月6日 - プール落成。
- 1973年（昭和48年）2月14日 - 体育館完成。
- 1977年（昭和52年）4月7日 - 仙台市立八木山南小学校開校に伴い一部児童転出。
- 1979年（昭和54年）4月5日 - 仙台市立芦口小学校開校に伴い一部児童転出。
- 1997年（平成9年）
  - 4月8日 - 特殊学級（ひまわり学級）開設。
  - 5月1日 - 特殊学級（こすもす学級）開設。
- 1998年（平成10年）7月15日 - 旧校舎とのお別れの式挙行。
- 2000年（平成12年）3月22日 - 新校舎落成。
- 2001年（平成13年）
  - 4月9日 - 特殊学級（たんぽぽ学級）開設。
  - 12月1日 - 開校30周年記念式典挙行。
- 2002年（平成14年）
  - 3月31日 - 特殊学級（こすもす学級）閉級。
  - 4月9日 - 日赤病院に院内学級（かがやき学級）開設。
- 2007年（平成19年）4月8日 - 特別支援学級（たんぽぽ・ひまわり）開設。
- 2008年（平成20年）4月15日 - 校庭改修工事完了し、使用開始。
- 2011年（平成23年）
  - 3月11日 - 午後に発生した東日本大震災により、2・3階ホールを10日間避難所として開設[2]。
  - 時期不明 - 校庭の遊具移設。開校40周年記念行事開催[2]。
- 2017年（平成29年） - 新体育館・プール落成[2]。

## 交通機関
- 仙台市営バス・宮城交通「八木山小学校前」停留所下車。
- 仙台市地下鉄東西線八木山動物公園駅から、徒歩。

## 進学先
公立中学校に進学する場合
- 仙台市立八木山中学校

## 学区
- 八木山本町1丁目・八木山本町2丁目・桜木町・松が丘・青山1丁目・青山2丁目・恵和町の一部・八木山東・若葉町[3]

## 学校周辺
- 八木山児童館 - 同一敷地内

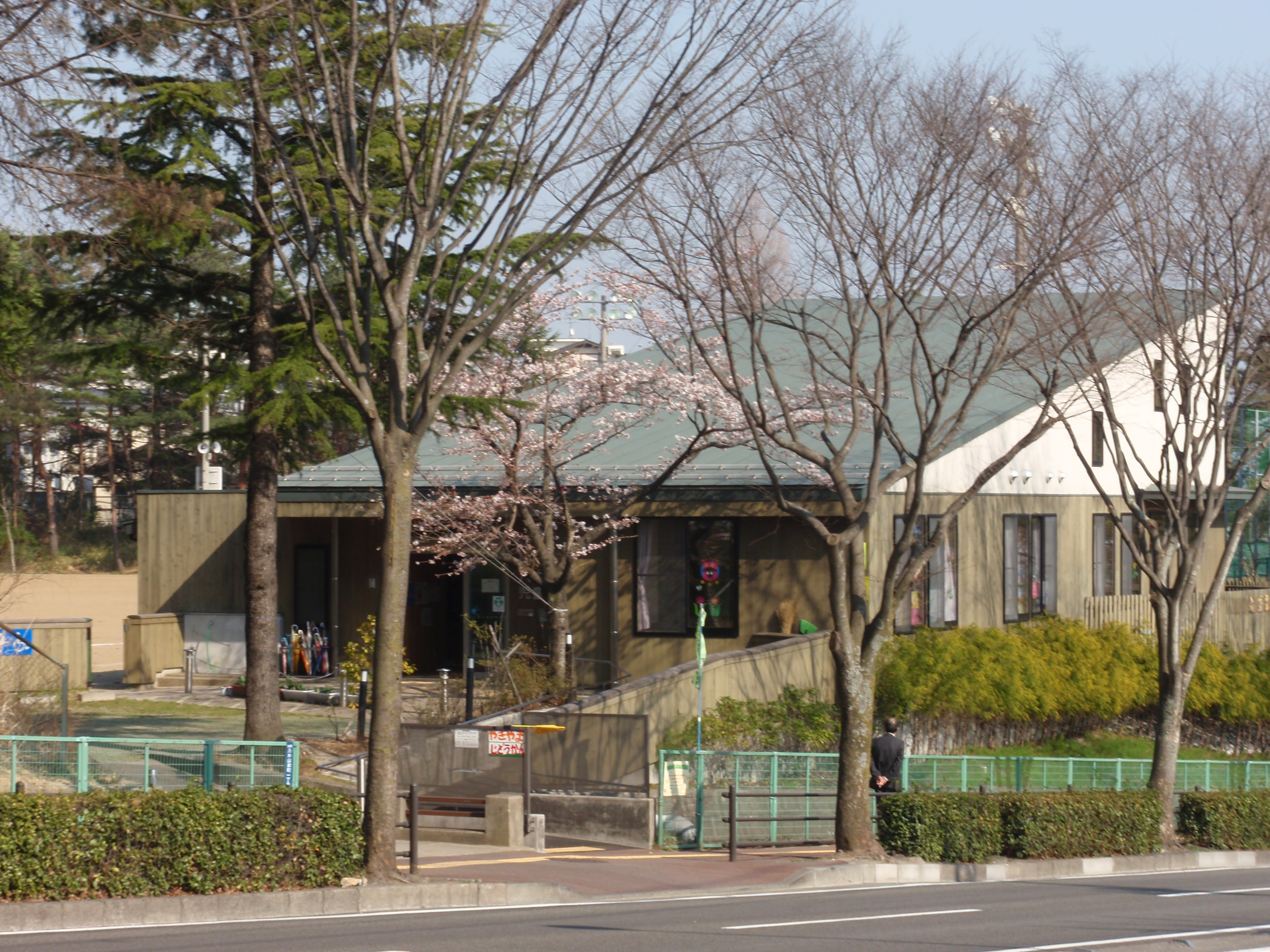
隣接する八木山児童館

- 学校法人東北カトリック学園八木山カトリック幼稚園 - 仙台市道をはさんで、敷地が隣接。
- みやぎ生協（コープみやぎ）八木山店 - 仙台市道をはさんで、敷地が隣接。
- 芦の口緑地
- 八木山本町郵便局
- 仙台市立八木山中学校